# Thomas Riise Segelcke

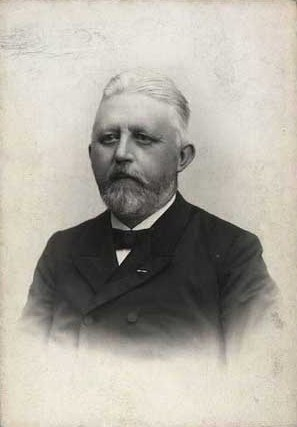
Thomas Riise Segelcke

Thomas Riise Segelcke, född 2 maj 1831 på huvudgården Kærsgård vid Hjørring, död 12 november 1902 i Köpenhamn, var en dansk agronom.
Segelcke avlade 1854 examen i tillämpad naturvetenskap vid Den polytekniske læreanstalt. I ett par år var han därefter amanuens i Johan Georg Forchhammers kemiska laboratorium, 1857 inledde han en två och ett halvt års utlandsresa, under vilken han studerade lantbrukskemi under Julius Adolph Stöckhardt i Tharandt, Joseph Henry Gilbert och John Bennet Lawes på Rothamsted i Hertfordshire. Hemkommen anställdes han 1860 som Landhusholdningsselskabets mejerikonsulent, i vilken befattning han verkade till 1880, då han i stället blev Inrikesministeriets konsulent. Till Landbohøjskolen knöts han 1 juli 1874 som docent i mejerilära och lantbruksbokhålleri, 1880 utnämndes han till lektor i samma ämnen, i vilka han undervisade till sin död. I december 1900 valdes han till president i Landhusholdningsselskabet.
Då Segelcke övertog befattningen som nämnda sällskaps konsulent, var dansk mejerinäring en ren empirisk verksamhet. Lantgårdarnas mejeridrift stod lågt. Ofta var mjölkkannorna placerade på hyllor under loftet i en lokal där folk och husdjur vistades och "bondsmöret" var av betydligt sämre kvalitet än "herrgårdssmöret". Herrgårdarna hade från omkring mitten av 1800-talet gett sig in på mejeridrift och anlitat holsteinska mejerskor och mejeriföreståndare. De kunde bereda smör av hög kvalitet, men deras verksamhet byggde på erfarenheten; det fanns i produktermas framställning något hemlighetsfullt, och därigenom kom ofta betydande oenhetlighet in i arbetet.
Segelcke började med att noggrant sätta sig in i branschens praxis. Först på Voergård i Vendsyssel och senare på andra mejerier deltog han i det praktiska arbetet och gjorde samtidigt noteringar om bland annat värme- och fuktighetsförhållandena i och utanför mjölkkällaren, om mjölkens specifika vikt och gräddavsättning, gräddens temperatur under syrningen, han upptäckte olika fel i smörframställningen, nedskrev sina erfarenheter och trängde efterhand till botten i branschens hemligheter, så att skapade mejeridriftens teoretiska grundval. Hans oförgängliga förtjänst är förvandlade mejeridriften från en empirisk till en rationell verksamhet. Han lade därvid grunden till den produktion, som skulle bli Danmarks viktigaste.
Det var en utomordentligt omfattande verksamhet, som Segelcke utvecklade under 1860- och 1870-talen; han genomreste Danmark på kors och tvärs och väckte lantbrukarnas intresse för den uppblomstrande näringen, han höll föredrag och författade skrifter, han utbildade lantbrukselever, införde smörutställningar och på internationella utställningar riktade han utlandets uppmärksamhet mot det danska smöret och dess utmärkta egenskaper. Han införde planering och system i Danmarks mejeridrift, tidigare än i något annat land - han var den danska mejerinäringens fader.
Även Segelckes lärargärning på Landbohøjskolen hade stor betydelse, ty på hans undervisning kom lantbruks- och mejeriskolornas undervisning att vila. Han gjorde utmärkt reda för sitt ämne, vars utveckling intill det sista följde med oförminskat intresse och han visade även ett stort intresse för allt annat inom lantbruket. Han lade särskild vikt vid att värna om det danska smörets rykte och att skapa bättre villkor i konkurrensen på världsmarknaden. Det var i hög grad hans förtjänst, att Danmark 1885, före något annat land införde bestämmelser angående margarinproduktion och -försäljning, och han var en ständigt slagfärdig talesman för smörets bästa möjliga transport till Storbritannien, han följde det från produktionsstället till smörhandlarens källare, på järnvägen och ångfartyget tills det stod på den brittiske köpmannens disk.
Under tidigare år, på 1860- och 1870-talen, var Segelcke en produktiv författare, som i grundliga avhandlingar behandlade en mängd jordbruksfrågor. Till hans 70-årsdag lät de danska mejeriföreningarna prägla en medalj till hans ära och efter hans död restes ett minnesmärke över honom vid ingången till Landbohøjskolens byggnad.